# فيليب كرافن

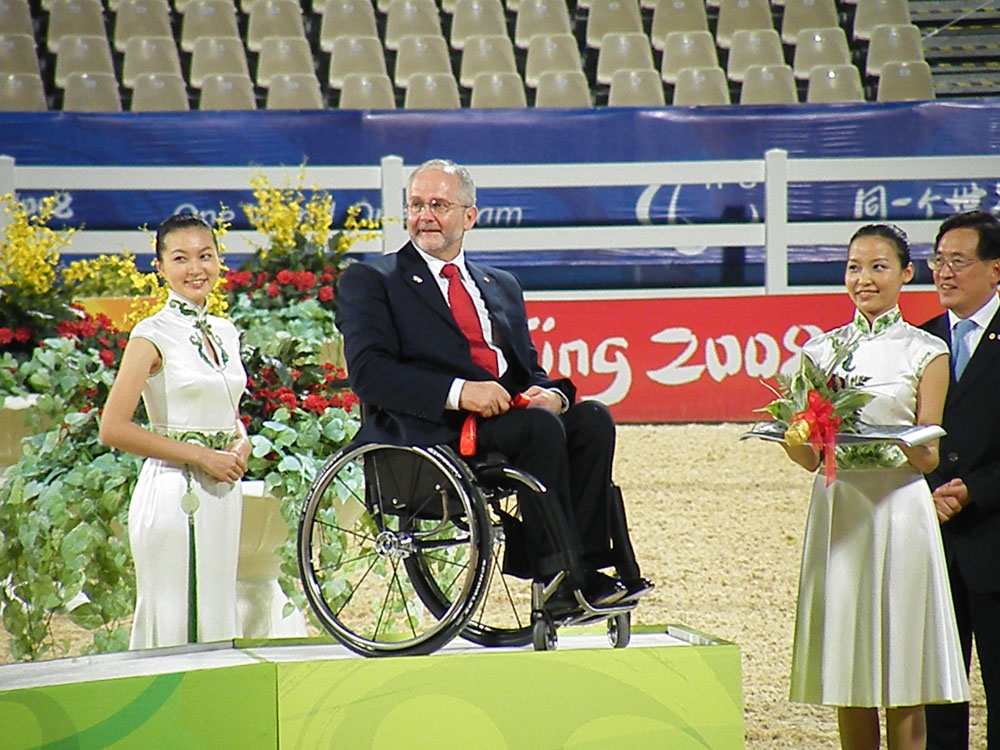
السير فيليب يشارك في حفل تقديم الميداليات لمنافسات الفروسية في الألعاب البارالمبية في بكين 2008

السير فيليب لي كرافن MBE (مواليد 4 يوليو 1950) هو إداري رياضي إنجليزي، ولاعب بارالمبي سابق في كرة السلة على الكراسي المتحركة، وسباح ورياضي في ألعاب القوى. بين عامي 2001 و 2017 كان الرئيس الثاني لـاللجنة البارالمبية الدولية (IPC).

## النشأة والتعليم
ولد كرافن في 4 يوليو 1951 في بولتون، شمال غرب إنجلترا. تلقى تعليمه في مدرسة بولتون قسم البنين، حيث كان سباحًا ولاعب كريكيت وتنس بارعًا. في عام 1966، عندما كان يبلغ من العمر 16 عامًا، سقط خلال رحلة تسلق الصخور في محاجر ويلتون، بولتون. تركه الحادث دون القدرة على استخدام ساقيه. درس الجغرافيا في جامعة مانشستر، وتخرج بدرجة بكالوريوس الآداب (BA) في عام 1972.

## رياضي
مثل كرافن بريطانيا العظمى في كرة السلة على الكراسي المتحركة في خمس دورات من الألعاب البارالمبية، من 1972 إلى 1988. كما تنافس في ألعاب القوى والسباحة في دورة الألعاب عام 1972.
فاز بالميدالية الذهبية في بطولة العالم لكرة السلة على الكراسي المتحركة عام 1973، والبرونزية عام 1975، وميداليتين ذهبيتين (1971، 1974) وفضية (1993) في البطولة الأوروبية. كما فاز بالميدالية الذهبية في كأس أبطال أوروبا عام 1994، والذهبية في ألعاب الكومنولث للمصابين بالشلل النصفي 1970.

### النتائج في الألعاب البارالمبية
| الألعاب | المنافسات                                     | النتيجة | الترتيب                         |
| ------- | --------------------------------------------- | --- | ------------------------------- |
| 1972    | ألعاب القوى: 100 متر رجال (كرسي متحرك، فئة 3) | 29.1 ثانية. | 24 (من 41)                      |
| 1972    | ألعاب القوى: سباق التعرج رجال (فئة 3)         | 75.4 ثانية. | 24 (من 28)                      |
| 1972    | السباحة: 50 متر صدر رجال (فئة 3)              | 59.45 ثانية. | 6 (من 13، في التصفيات) لم يتأهل |
| 1972    | كرة السلة رجال على الكراسي المتحركة           | المجموعة أ: خسر أمام الأرجنتين 48:56، فاز على السويد 44:38، فاز على هولندا 39:31، فاز على إيطاليا 40:17 نصف النهائي: خسر أمام الولايات المتحدة 36:52 مباراة الميدالية البرونزية: خسر أمام الأرجنتين 39:54                                                                   | 4 (من 19)                       |
| 1976    | كرة السلة رجال على الكراسي المتحركة           | المجموعة ج: خسر أمام الأرجنتين 48:52، فاز على ألمانيا الغربية 33:28، تعادل مع إسبانيا 38:38، فاز على الدنمارك 74:22 ربع النهائي: خسر أمام إسرائيل 26:60 | لا يوجد ترتيب                   |
| 1980    | كرة السلة رجال على الكراسي المتحركة           | المجموعة د: خسر أمام فرنسا 36:63، خسر أمام السويد 43:71، فاز على مصر 122:24 الدور الثاني: خسر أمام ألمانيا الغربية 44:56، فاز على أستراليا 62:33، فاز على الدنمارك 66:44 نصف النهائي للمركز التاسع: خسر أمام بلجيكا 23:63 النهائي للمركز الحادي عشر: خسر أمام إسبانيا 54:66 | 12 (من 17)                      |
| 1984    | كرة السلة رجال على الكراسي المتحركة           | المجموعة ج: فاز على فرنسا 48:47، فاز على أستراليا 62:42، خسر أمام اليابان 52:62، فاز على مصر 108:13 ربع النهائي: خسر أمام الولايات المتحدة 40:78 | لا يوجد ترتيب                   |
| 1988    | كرة السلة رجال على الكراسي المتحركة           | المجموعة أ: خسر أمام الولايات المتحدة 38:52، خسر أمام السويد 39:42، فاز على البرازيل 61:21 ربع النهائي للمركز التاسع: فاز على كوريا الجنوبية 60:30 نصف النهائي للمركز التاسع: خسر أمام أستراليا 29:40 النهائي للمركز الحادي عشر: فاز على إسبانيا 40:34                      | 11 (من 17)                      |

## إداري رياضي
في عام 1980، لعب كرافن دورًا حيويًا، جنبًا إلى جنب مع هورست ستروهكندل وستان لابانوفيتش، في تطوير نظام تصنيف جديد لرياضيي كرة السلة على الكراسي المتحركة. رفضت كرة السلة على الكراسي المتحركة نظام تصنيفها الطبي المكون من 3 فئات، وهو نظام تأسس على مبادئ أجبرت الرياضيين على الاعتماد على الفحوصات الطبية. أدى هذا التقدم إلى نظام وظيفي جديد مكون من 4 فئات، والذي تم التصويت عليه ديمقراطيًا في عام 1982. وبسبب هذا، ارتبطت كرة السلة على الكراسي المتحركة بشكل متزايد بالرياضة بدلاً من الطب وإعادة التأهيل، على الرغم من أن كلاهما لا يزال يلعب دورًا ثانويًا مهمًا.
في عام 1988، تم انتخاب كرافن رئيسًا لقسم كرة السلة على الكراسي المتحركة في الاتحاد الدولي لألعاب ستوك ماندفيل (ISMGF)، وهو أول رياضي يقود الرياضة في جميع أنحاء العالم. مهد سعي كرافن لتقرير المصير والحكم الذاتي الطريق لتأسيس كرة السلة على الكراسي المتحركة كاتحاد مستقل، عندما تخلت عن هويتها السابقة كقسم لكرة السلة في ISMGF لتصبح الاتحاد الدولي لكرة السلة على الكراسي المتحركة (IWBF) المستقل ذاتيًا في عام 1993. في المؤتمر العالمي الرسمي الأول لـ IWBF عام 1994 في إدمونتون، ألبرتا، تم انتخاب فيليب كرافن كأول رئيس لـ IWBF، وشغل المنصب حتى عام 1998. تم ترتيب علاقة عمل مثمرة وأكثر رسمية مع FIBA، الهيئة الحاكمة العالمية لرياضة كرة السلة، تحت إدارة كرافن، لزيادة إضفاء الشرعية على كرة السلة على الكراسي المتحركة نفسها.

### إنجازات بارزة كإداري رياضي
- رئيس، الاتحاد البريطاني لكرة السلة على الكراسي المتحركة (GBWBA) (1977–1980, 1984–1987, 1989–1994)
- رئيس، لجنة التصنيف، قسم كرة السلة في ISMWSF (1984–1988)
- الرئيس التنفيذي، الاتحاد الدولي لكرة السلة على الكراسي المتحركة (IWBF) (1994–1998)
- مدير الأداء، فريق GBWBA لكرة السلة رجال على الكراسي المتحركة (1998–2002)
- رئيس، الاتحاد الدولي لكرة السلة على الكراسي المتحركة (IWBF) (1998–2002)
- رئيس، اللجنة البارالمبية الدولية (IPC) (2001-2017)
- عضو مجلس الإدارة التأسيسي، الوكالة العالمية لمكافحة المنشطات (WADA) (منذ 2002)
- عضو مجلس الإدارة، مؤسسة الهدنة الأولمبية (منذ 2002)
- عضو، لجنة الثقافة والتعليم الأولمبي التابعة للجنة الأولمبية الدولية (منذ 2005)
- عضو، لجنة التنسيق بكين 2008 التابعة للجنة الأولمبية الدولية (منذ 2002)
- عضو، لجنة الرياضة والبيئة التابعة للجنة الأولمبية الدولية (2002–2005)
- عضو، اللجنة الأولمبية الدولية (IOC) (منذ 2003)
- عضو، المجلس التنفيذي، الجمعية الأولمبية البريطانية (منذ 2003)
- عضو مجلس الإدارة، اللجنة الدولية للعب النظيف (منذ 2003)
- عضو مجلس الإدارة، لجنة لندن 2012 المنظمة للألعاب الأولمبية والبارالمبية (2005–12)
- عضو، لجنة مؤتمر اللجنة الأولمبية الدولية 2009 (2006–09)

## رئيس اللجنة البارالمبية الدولية
تم انتخاب كرافن كثاني رئيس للجنة البارالمبية الدولية في عام 2001. أشرف على 8 ألعاب بارالمبية، أولها سولت ليك سيتي في عام 2002 وآخرها في ريو دي جانيرو في عام 2016. أصبح السير فيليب أول رئيس تستضيف بلاده الألعاب البارالمبية، مع المملكة المتحدة في عام 2012.
في 7 أغسطس 2016، أعلن السير فيليب أن اللجنة البارالمبية الدولية ستقوم بحظر روسيا من المشاركة في الألعاب البارالمبية الصيفية 2016 بزعم انتهاك قواعد المنشطات الدولية. جاء ذلك في أعقاب تقرير WADA الصادر في يونيو 2016 الذي تضمن اتهامات بـتعاطي المنشطات برعاية الدولة.
ألقى السير فيليب اللوم في الحظر على الحكومة الروسية، مشيراً إلى أن روسيا "خذلت رياضييها البارالمبيين بشكل كارثي"، مضيفًا: "عقليتهم القائمة على الميداليات فوق الأخلاق تثير اشمئزازي". تم رفض استئناف روسيا أمام CAS ضد الحظر، وهو قرار دفع الرئيس فلاديمير بوتين إلى توجيه اتهامات علنية ضد الهيئات الدولية المسؤولة عن فرض الحظر.

## أنشطة أخرى
عمل كرافن كسكرتير شركة في شركة الفحم البريطانية من عام 1986 حتى عام 1991.
وهو سفير لـالسلام والرياضة، وهي منظمة دولية مقرها موناكو، ملتزمة بخدمة السلام في العالم من خلال الرياضة.
في قائمة تكريمات العام الجديد لعام 1991 تم تعيينه عضو في رتبة الإمبراطورية البريطانية (MBE) من قبل إليزابيث الثانية "لخدماته للرياضة للمعاقين." في تكريمات عيد الميلاد 2005، حصل كرافن على لقب فارس من قبل إليزابيث الثانية لخدماته للرياضة البارالمبية.
في عام 2017، حصل السير فيليب على الوسام البارالمبي.
في يونيو 2018، تم تعيين السير فيليب في مجلس إدارة شركة تويوتا للسيارات.

## وصلات خارجية
- مدونة رئيس اللجنة البارالمبية الدولية
- السير فيليب كرافن، MBE، الموقع الرسمي للحركة الأولمبية
- الموقع الرسمي للجنة البارالمبية الدولية
- الموقع الرسمي للاتحاد الدولي لكرة السلة على الكراسي المتحركة